# Nepeta nepetellae
Nepeta nepetellae là một loài thực vật có hoa trong họ Hoa môi. Loài này được Forssk. mô tả khoa học đầu tiên năm 1775.